# مالفاس

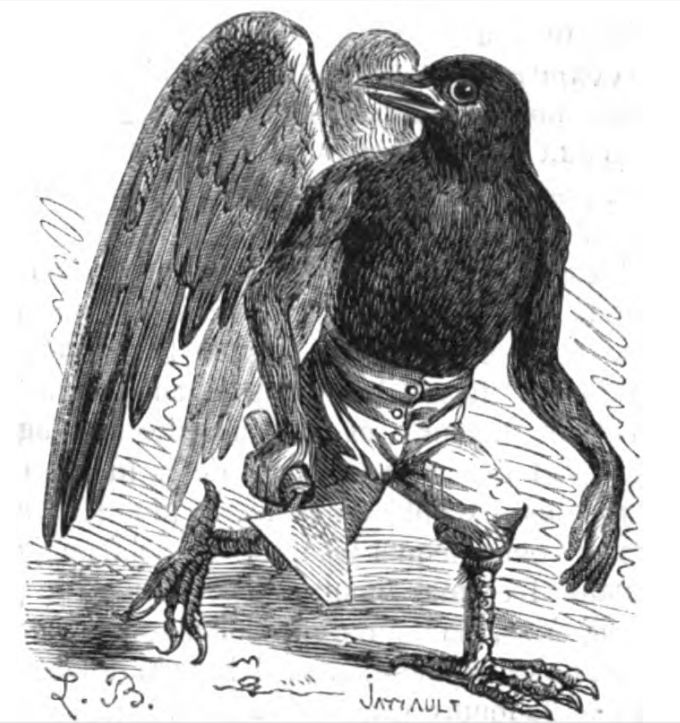
تصویری از مالفاس

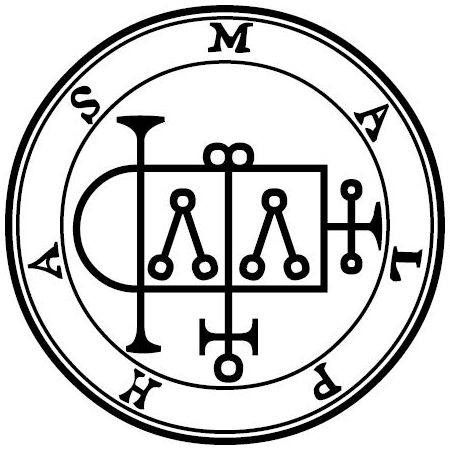
سیگیل مالفاس در کلید کوچکتر سلیمان

در دیوشناسی مالفاس (به انگلیسی: Malphas) یک شیطان است که در کتاب‌های جادو کلید کوچکتر سلیمان و Pseudomonarchia Daemonum ظاهر شده‌است. کتاب‌های جادو او را به‌عنوان یک رئیس‌جمهور دوزخ توصیف کرده‌اند که فرماندهی ۴۰ لژیون از شیاطین را برعهده دارد و هم‌چنین معاون فرمانده شیطان محسوب می‌شود. او مانند یک غراب ظاهر می‌شود ولی در صورت درخواست احضار کننده‌اش خود را به صورت مردی با صدای بسیار خشن به تصویر می‌کشد. گفته می‌شود که مالفاس خانه‌ها، برج‌ها و قلعه‌های بسیار بلند می‌سازد، ساختمان‌های دشمنانش را با خاک یکسان می‌کند، خواسته‌ها و افکار دشمنان را نابود می‌کند، (یا خواسته‌های دشمنان را در صورت درخواست احضار کننده‌ برای جادوگر بازگو می‌کند) و با سرعت تمام سازنده‌های نظامی سلاح را در جهان دور یکدیگر جمع می‌کند. طبق گفته‌های نویسندگان، مالفاس با کمال میل و خوش‌رویی هر قربانی‌ای که برایش پیشکش شود را قبول می‌کند ولی سپس سعی می‌کند تا احضار کننده‌اش را فریب دهد.

## فرهنگ عامه
- در سال ۲۰۱۵ مالفاس در سریال Dead of Summer ساخته شبکه فریفورم حضور پیدا کرد.
- مالفاس در بازی ویدئویی شیطان هم می‌گرید ۵ به‌عنوان یک آنتاگونیست فرعی حضور داشت.
- در بازی ویدئویی ترسناک ایمان: تثلیث نامقدس مالفاس به‌عنوان آنتاگونیست فرعی حضور داشت. از رویارویی بازیکن با مالفاس چندین صحنه کوچک شامل حضور یک غراب به نمایش درمی‌آید و سیگیل مالفاس روی دیوار به تصویر کشیده می‌شود.
- در سال ۲۰۰۹ مالفاس به‌عنوان یک شیطان قابل احضار در بازی ‌بایونتا به نمایش درآمد. او هم‌چنین دوباره در بایونتا ۲ و بایونتا ۳ حضور داشت.
- مالفاس در بازی ویدئویی، کسلوانیا: سمفونی شبانه به‌عنوان غول آخر به نمایش درآمد. او را در این بازی «Karasuman» می‌نامند که به ظاهر و شمایل کلاغ مانند وی اشاره دارد.
  - مالفاس در فصل دوم سریال کسلوانیا ساخته نتفلیکس به‌عنوان یک شیطان ظاهر می‌شود که قهرمانان داستان قبل از رویارویی با دراکولا با او مبارزه می‌کنند.
- مالفاس در جریان جن‌گیری یک دختر توسط دو کشیش در فیلم ترسناک کره‌ای، کشیش‌ها ظاهر می‌شود.
- در انیمیشن سریالی خانه جغد مالفاس به‌عنوان کتابدار ارشد کتابخانه Bonesborough به تصویر کشیده شده‌است.
- مالفاس در بازی ترسناک دیابلو ۴ به‌عنوان آنتاگونیست اصلی فصل سوم بازی به نمایش درآمده است.[۲]